# Elaine Morgan (écrivain)
Pour les articles homonymes, voir Elaine Morgan.
Elaine Morgan OBE, FRSL (7 novembre 1920 - 12 juillet 2013), était une écrivaine galloise, scénariste pour la télévision et l'auteur de plusieurs livres sur l'anthropologie évolutionniste, en particulier l'hypothèse du singe aquatique qu'elle a préconisée comme correctif à ce qu'elle voyait comme des théories qui véhiculaient des stéréotypes sexistes et ne parvenaient donc pas à tenir suffisamment compte du rôle des femmes dans l'évolution humaine. The Descent of Woman, publié en 1972, est devenu un best-seller international traduit en dix langues. En 2016, elle a été nommée l'une des "50 plus grandes femmes et hommes gallois de tous les temps" dans une enquête de presse.

## Biographie
Elaine Floyd est née et a grandi à Hopkinstown, près de Pontypridd, au Pays de Galles. Elle a vécu pendant de nombreuses années, jusqu'à sa mort, à Mountain Ash, près d'Aberdare. Elle est diplômée de Lady Margaret Hall, Oxford, avec un diplôme en anglais. Elle a épousé Morien Morgan (décédé en 1997) et a eu trois fils, son aîné étant Dylan Morgan.

## Carrière
Elaine Morgan a commencé à écrire dans les années 1950 après avoir remporté un concours dans le New Statesman, publié avec succès, puis rejoint la BBC quand ils ont commencé à adapter ses pièces pour la télévision. Les œuvres de Morgan comprenaient des drames populaires, des chroniques dans des journaux et une série de publications sur l'anthropologie évolutionniste. Le premier livre de Morgan, The Descent of Woman, publié en 1972, est devenu un best-seller international traduit en dix langues. Son livre a attiré l'attention sur ce qu'elle considère comme le sexisme inhérent aux théories de l'évolution humaine, alors répandues, sur « l'homme chasseur » basée dans la savane, telles qu'elles sont présentées dans les ouvrages anthropologiques populaires de Robert Ardrey, Lionel Tiger et d'autres. Selon elle, ces récits anthropologiques empreint de « Tarzanisme » véhiculent des stéréotypes sexistes sur les femmes et ne prennent donc pas suffisamment en compte le rôle des femmes dans l'évolution humaine. Ses livres, The Aquatic Ape, 1982 (traduction française : Des origines aquatiques de l'homme, 1988)), The Scars of Evolution, 1990 (traduction française : Les cicatrices de l'évolution, 1994), The Descent of the Child, 1994, The Aquatic Ape Hypothesis, 1997, et The Naked Darwinist, 2008, ont tous exploré plus en détail sa version alternative de l'évolution humaine.
Elle a également publié Falling Apart: the Rise and Decline of Urban Civization en 1976 et Pinker's List en 2016, une critique de The Blank Slate de Steven Pinker.
Elaine Morgan a écrit pour de nombreuses séries télévisées, y compris les adaptations de How Green Was My Valley (1975) et Testament of Youth (1979). Elle a également écrit des épisodes du Dr. Finlay's Casebook (1963-1970), le drame biographique The Life and Times of David Lloyd George (1981) et des contributions à la série Campion (1989).
Elle a remporté deux BAFTA et deux prix de la Writers' Guild. Elle a également écrit le scénario du documentaire Horizon sur Joey Deacon, le collecteur de fonds pour les handicapés, avec lequel elle a remporté le Prix Italia en 1975. Elle a également reçu le prix de l'écrivain de l'année de la Royal Television Society pour sa sérialisation du Testament of Youth de Vera Brittain (1979).
En 2003, Elaine Morgan a commencé une chronique hebdomadaire pour le quotidien gallois The Western Mail, qui lui a valu le prix de chroniqueuse de l'année 2011 à la Society of Editors' Regional Press Awards,.
Elle a reçu le diplôme honorifique de Docteur en littérature par l'Université de Glamorgan en décembre 2006, une bourse honorifique de l'Université de Cardiff en 2007 et le Prix Letten F. Saugstad pour sa « contribution aux connaissances scientifiques ».
Elaine Morgan a été nommée officier de l'Ordre de l'Empire britannique (OBE) lors des honneurs d'anniversaire de 2009 pour ses services à la littérature et à l'éducation. Elle a été élue membre de la Royal Society of Literature la même année. Elle a été nommée membre honoraire de Rhondda Cynon Taf en avril 2013.

## Hypothèse du singe aquatique

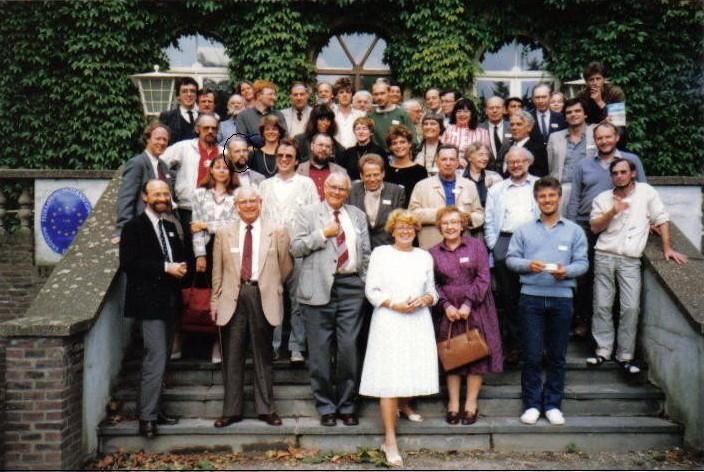
Les délégués du Symposium des singes aquatiques en 1987
Elaine Morgan est à droite de Machteld (Maggie) Roede, une organisatrice de conférence, sur les premières marches.

Elaine Morgan a promu une version de l'hypothèse du singe aquatique, dans laquelle elle propose que l'évolution humaine ait eu une « phase aquatique » au Miocène ou au Pliocène.
La première publication d'Elaine Morgan a été mentionnée par Edward Osborne Wilson en 1975, la comparant à d'autres « approches de plaidoyer » telles que The Imperial Animal comme une riposte « inévitablement féministe », mais décrivant la méthode de manière moins scientifique que d'autres hypothèses contemporaines.
La version d'Elaine Morgan de l'hypothèse du singe aquatique a atteint un attrait populaire,, mais est généralement ignorée par les anthropologues et a été critiquée dans la communauté scientifique,,.

## Décès et héritage
Morgan est décédée à l'âge de 92 ans le 12 juillet 2013. L'écrivain gallois Trevor Fishlock l'a décrite dans une nécrologie comme un écrivain « qui a fait ressortir la saveur du Pays de Galles ».
En 2019, Morgan était l'une des cinq femmes sur une liste restreinte pour une statue à Cardiff.

## Œuvres
Les travaux antérieurs de Morgan en tant que dramaturge comprennent :
- The Waiting Room: A Play for Women in One Act, Samuel French Ltd, 1958
- Rest You Merry: A Christmas Play in Two Acts, Samuel French Ltd, 1959
- Eli'r Teulu: Comedi Dair Act, Gwasg Aberystwyth, 1960
- The Soldier and the Woman: A Play in One Act, Samuel French Ltd, 1961
- Licence to Murder: A Play in Two Acts, Samuel French Ltd, 1963
- A Chance to Shine: A Play in One Act, Samuel French Ltd, 1964
- Love from Liz, Samuel French Ltd, 1967

Les livres de Morgan sur la paléontologie comprennent :
- The Descent of Woman, 1972, Souvenir Press  (ISBN 0-285-62063-0)
- The Aquatic Ape, 1982, Stein & Day Pub,  (ISBN 0-285-62509-8). Traduction française : Des origines aquatiques de l'homme, Sand, 1988).
- The Scars of Evolution, 1990, Souvenir Press  (ISBN 0-285-62996-4). Traduction française : Les Cicatrices de l'évolution, Gaia, 1994, réed. 10/18, 1999)
- The Descent of the Child: Human Evolution from a New Perspective, 1995, Oxford University Press  (ISBN 0-19-509895-1)
- The Aquatic Ape Hypothesis, 1997, Souvenir Press  (ISBN 0-285-63377-5)
- The Naked Darwinist, 2008, Eildon Press  (ISBN 0-9525620-3-0)
- L'origine della donna, 2012, Castelvecchi editore  (ISBN 9788876157967)

Parmi ses conférences sur la paléontologie : 
- Pour Elaine Morgan, nous descendons de primates aquatiques, conférence TED d’Elaine Morgan, sous-titrée en français.

Autres travaux : 
- The Escape Route (essai), également sur la Théorie de Hardy
- Falling Apart: The Rise and Decline of Urban Civilization, 1976, Souvenir Press Ltd  (ISBN 0-285-62234-X)
- Pinker's List, 2005, Eildon Press  (ISBN 0-9525620-2-2)